# チョー・コー・コー
チョー・コー・コー（ビルマ語: ကျော်ကိုကို、1992年12月20日 - ）は、ミャンマーのサッカー選手。ミャンマー代表。ポジションはフォワード。
2011年東南アジア競技大会ではU-23代表として5得点を挙げ、同国に銅メダルを齎した。また、2014年には国際サッカー歴史統計連盟による世界得点王で7位に入った。

## 個人成績
代表での得点一覧
| # | 日附           | 場所                                                 | 対戦相手     | 得点 | 結果 | 大会                                   |
| - | -------------- | ---------------------------------------------------- | ------------ | ---- | ---- | -------------------------------------- |
| 1 | 2014年5月19日  | マレ・ガロル国立競技場                               | モルディブ   | 1–0  | 3–2  | AFCチャレンジカップ2014                |
| 2 | 2014年5月19日  | マレ・ガロル国立競技場                               | モルディブ   | 3–1  | 3–2  | AFCチャレンジカップ2014                |
| 3 | 2014年9月6日   | マニラ・リサール・メモリアル・スタジアム             | フィリピン   | 1-0  | 3-2  | フィリピンピースカップ2014             |
| 4 | 2014年10月16日 | ヴィエンチャン・ニュー・ラオス・ナショナルスタジアム | ブルネイ     | 2-0  | 3-1  | 2014 AFFスズキカップ予選               |
| 5 | 2014年10月18日 | ヴィエンチャン・ニュー・ラオス・ナショナルスタジアム | カンボジア   | 1-0  | 1-0  | 2014 AFFスズキカップ予選               |
| 6 | 2014年10月20日 | ヴィエンチャン・ニュー・ラオス・ナショナルスタジアム | ラオス       | 2-0  | 2-1  | 2014 AFFスズキカップ予選               |
| 7 | 2014年11月26日 | シンガポール・シンガポール・ナショナルスタジアム     | シンガポール | 2-3  | 2-4  | 2014 AFFスズキカップ                   |
| 8 | 2015年10月13日 | バンコク・スパチャラサイ国立競技場                   | ラオス       | 2-1  | 3-1  | 2018 FIFAワールドカップ・アジア2次予選 |

## タイトル

### クラブ
ヤンゴン・ユナイテッドFC
- ミャンマーサッカーリーグ:  2013, 2015

### 代表
- フィリピンピースカップ: 2014

### 個人
- ミャンマーサッカー協会年間最優秀選手: 2011

## 人物
彼はミャンマーの女性サッカー選手であるター・ター・ツェと共に後天性免疫不全症候群に対する国内での啓蒙運動であるProtect the Goal運動に参加している。